# 외젠 들라크루아
외젠 들라크루아(프랑스어: Eugène Delacroix, 1798년 4월 26일 ~ 1863년 8월 13일)는 프랑스 낭만주의의 중요한 화가이다. 19세기 낭만주의 예술의 최고 대표자로 손꼽힌다.

## 작품 세계
작품의 소재는 종교·신화·문학·역사에서부터 현실의 풍속·인물·풍경·정물 등 다양하다. 벽화·장식을 포함한 유화 외에 데생·수채화·파스텔 화·판화 등 방대한 작품을 제작하였다. 또한, 그는 예술에 관한 깊은 생각과 관찰을 일기·평론·편지 등에 많이 기록하여 남겼다. 그의 작품에는 자연을 구사하여 현실을 초월한 진실 속에 상상 세계에서의 인간의 모습과, 영웅적인 모습이 되려고 노력하는 인간의 표상이 담겨 있다.
들라크루아의 표현적인 붓놀림과 색의 광학적 효과에 대한 연구는 인상주의자들의 작업에 영향을 끼쳤고, 동시에 이국적 취미에 대한 열정은 상징주의 운동의 예술가들에게 영향을 미쳤다. 훌륭한 석판 인쇄공으로서 들라크루아는 윌리엄 셰익스피어, 스코틀랜드 작가인 월터 스콧, 독일 작가인 요한 볼프강 폰 괴테 등의 많은 작품들을 묘사했다. 주요 작품으로는 민중을 이끄는 자유의 여신과 사르다나팔루스의 죽음 등이 있다.
그의 주요한 라이벌인 도미니크 앵그르의 신고전주의적 완벽주의와는 대조적으로, 들라크루아는 루벤스의 예술과 베네치아 르네상스의 화가들에게서 외곽선의 명료성과 세밀하게 본을 뜬 형태보다는 그들의 색과 운동에 대한 강조에서 영감을 얻었다. 극적이고 낭만적인 내용은 그의 성숙기의 주된 테마의 특징이 되었고, 그리스나 로마 예술을 고전적으로 모방하기보다 이국성을 찾아 북아프리카로 떠나게 되었다. 테오도르 제리코의 친구이면서 정신적인 상속자로서 들라크루아는 자주 난폭함을 보여주는 "장엄의 힘"에 대한 강한 동일시를 공유했던 바이런에게서도 영감을 얻었다.
그러나 들라크루아는 감상성이나 과장에 젖어 들지 않았고, 그의 낭만주의는 개인주의자의 그것이었다. 보들레르는 다음과 같이 말했다.
"들라크루아는 열정에 열정적으로 사랑에 빠져있었으나, 열정을 표현하는 데에는 가능한 한 명료하고 냉정하게 결연했다."
대표 작품으로 《히오스섬의 학살》, 《민중을 이끄는 자유의 여신》, 《단테의 배》 등이 있다.

## 주요 작품

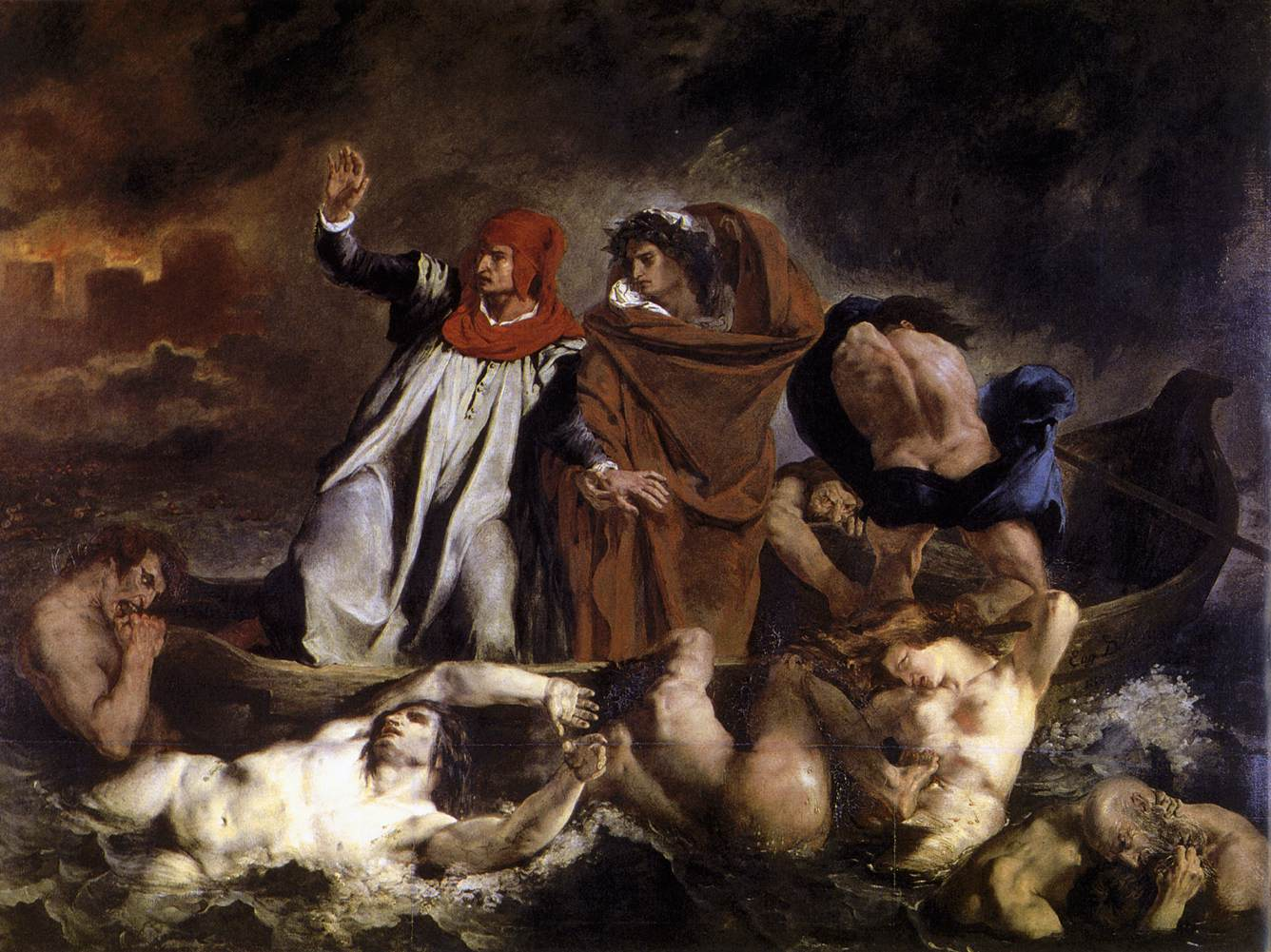
《단테의 배》 (La Barque de Dante, 1822년)
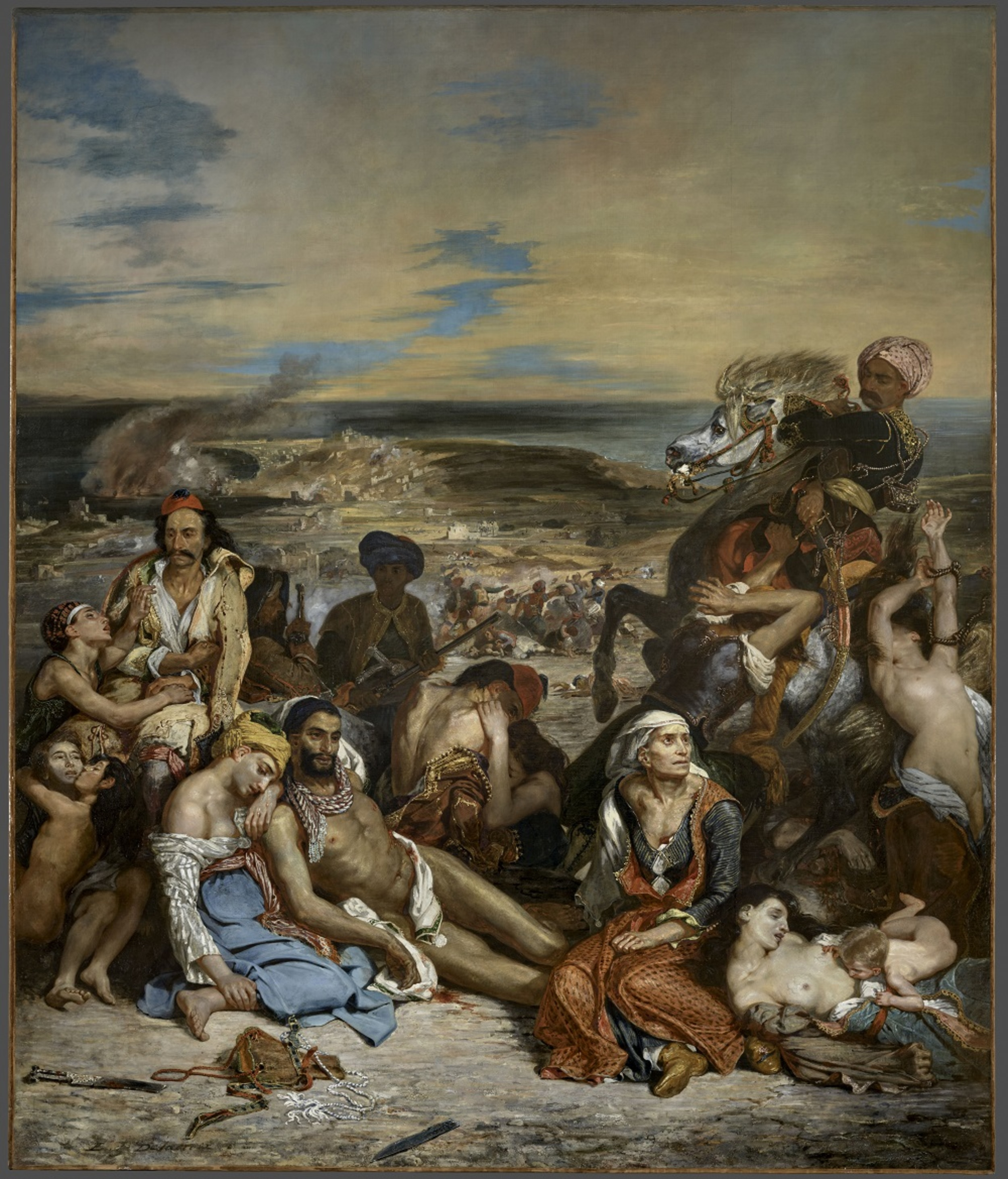
《히오스섬의 학살》 (Scène des massacres de Scio, 1823년 ~ 1824년)
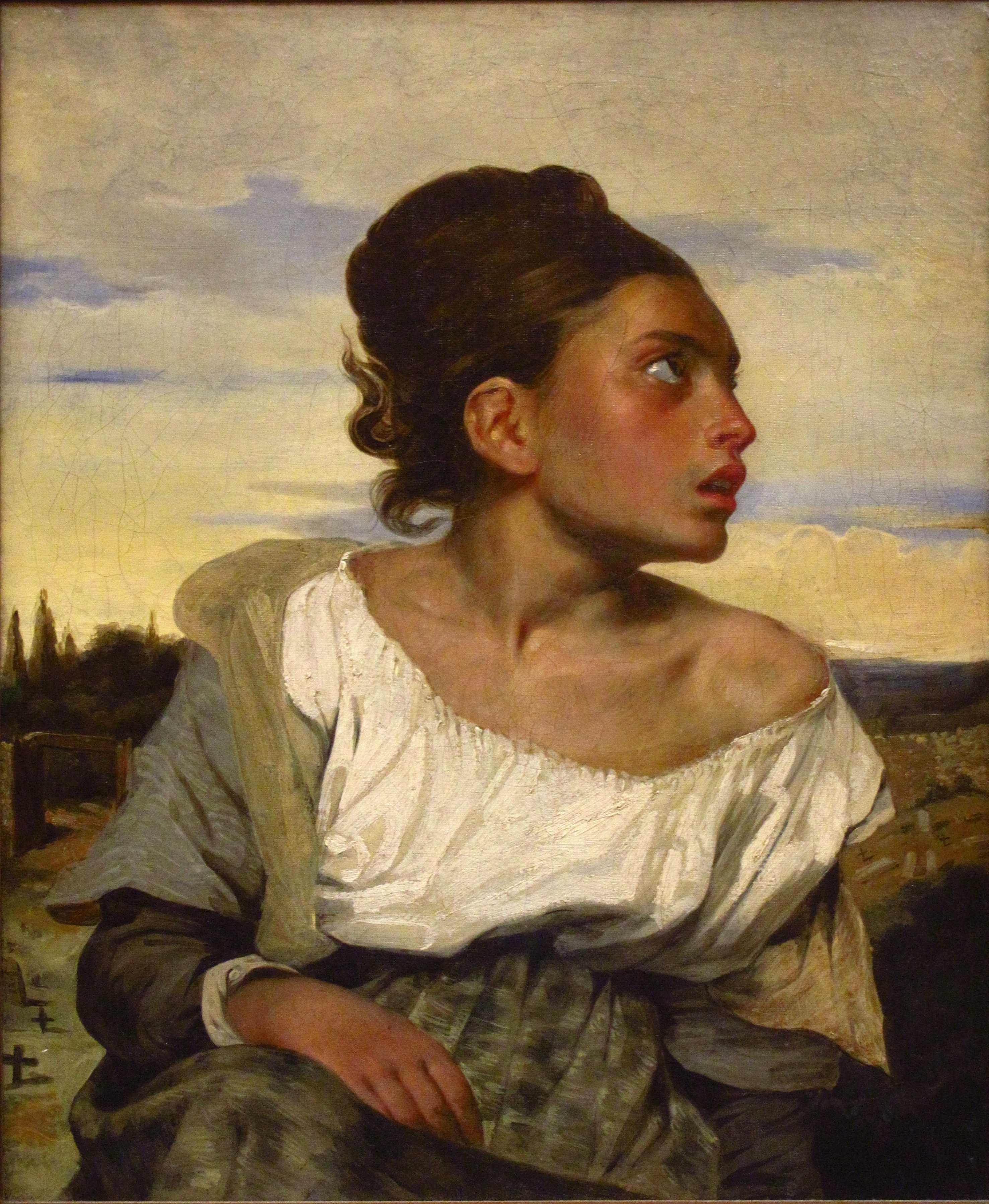
《묘지의 고아》 (Jeune orpheline au cimetière, 1824년)
《미솔롱기의 폐허 위에 선 그리스》 (La Grèce sur les ruines de Missolonghi, 1826년)
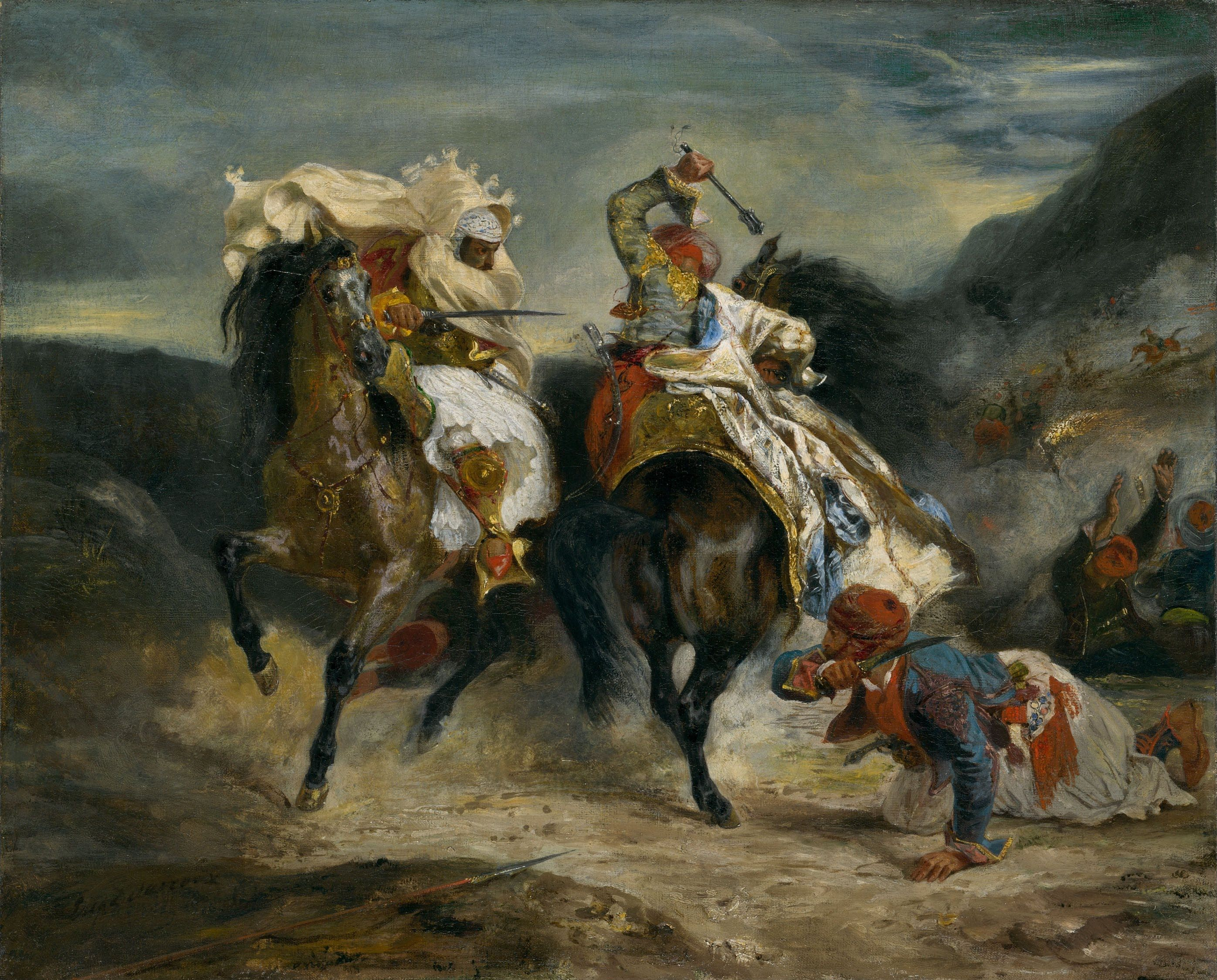
《이교도와 하산의 싸움》 (Combat de Giaour et Hassan, 1826년)
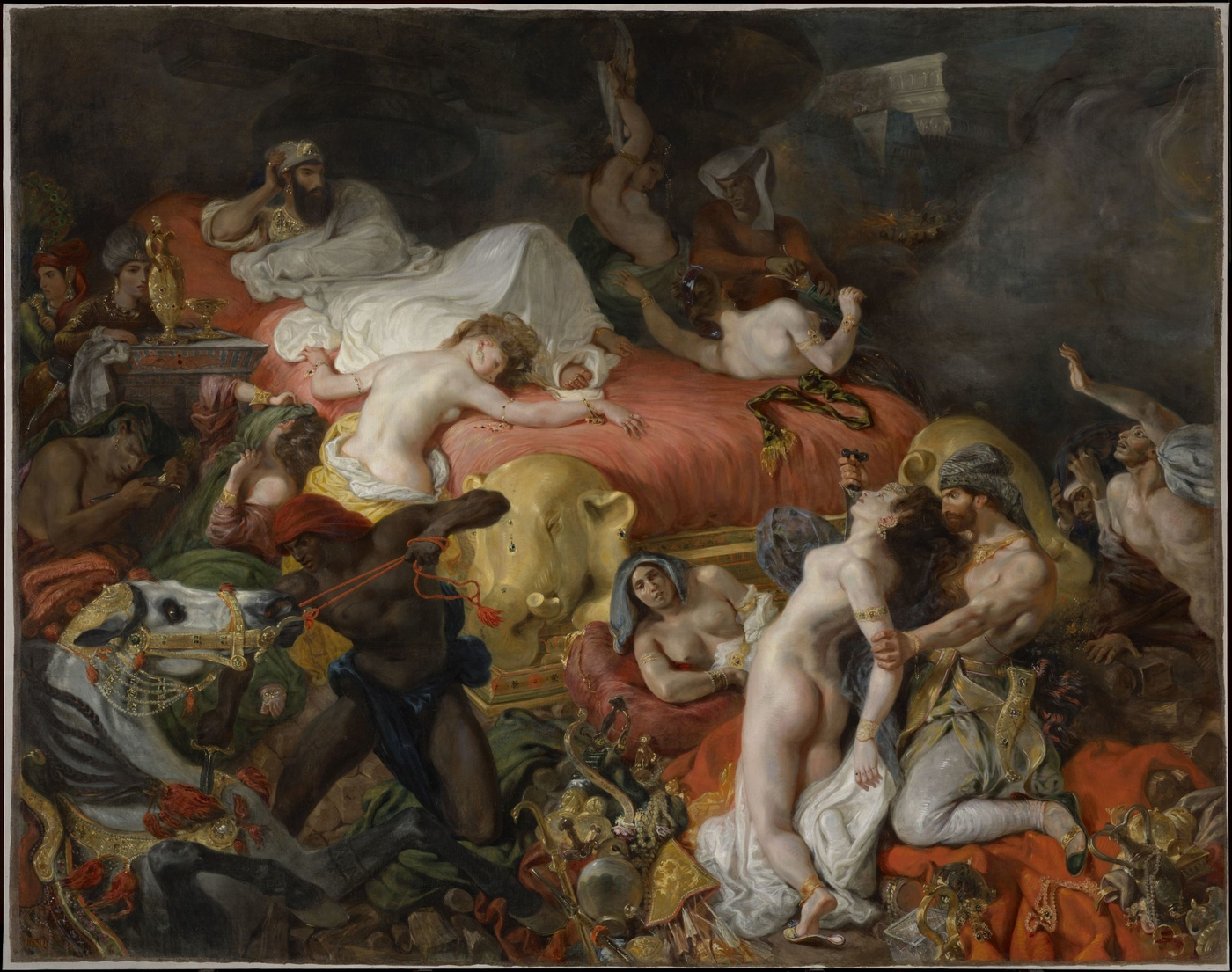
《사르다나팔루스의 죽음》 (La Mort de Sardanapale, 1827년)
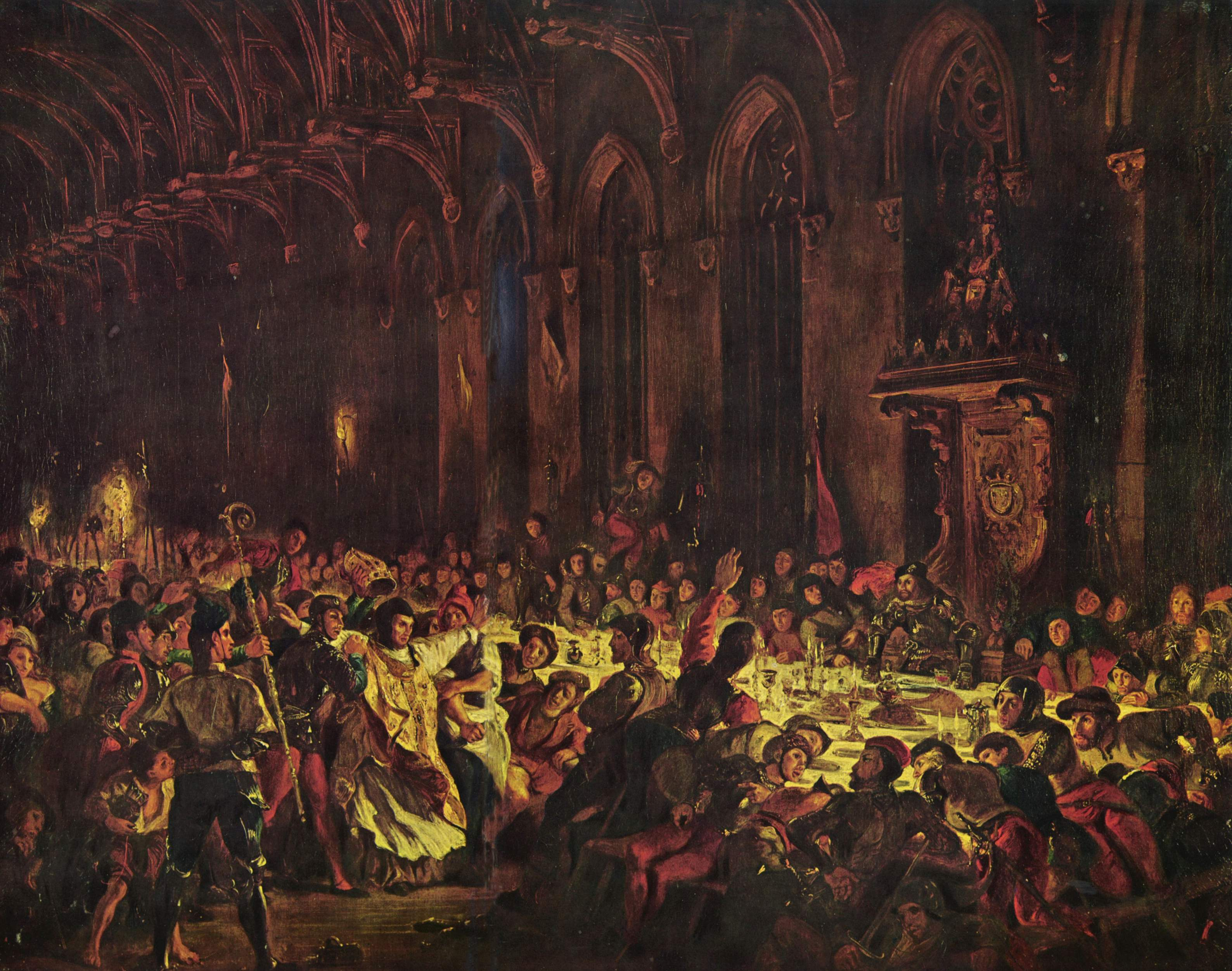
《리에주 주교의 암살》 (L'Assassinat de l'évêque de Liège, 1829년)
《민중을 이끄는 자유의 여신》 (La Liberté guidant le peuple, 1830년)
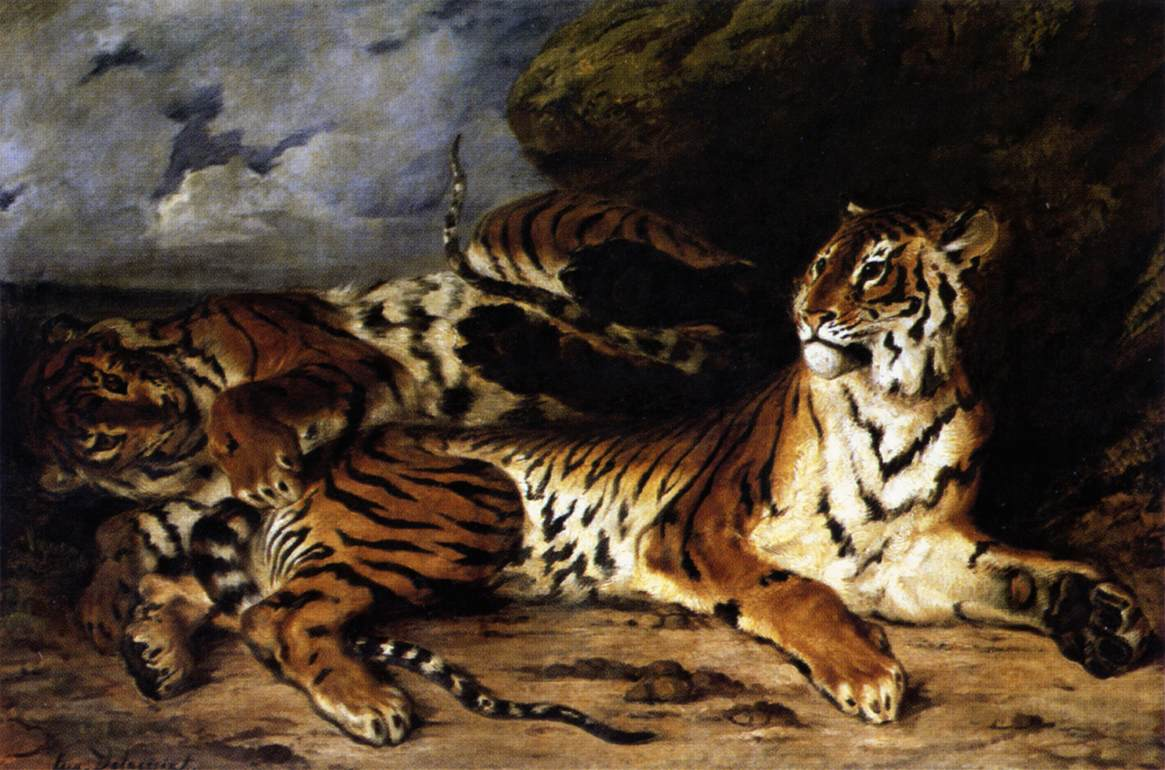
《어미 호랑이와 장난치는 새끼 호랑이》 (Jeune tigre jouant avec sa mère, 1831년)
《알제의 여인들》 (Femmes d'Alger dans leur appartement, 1834년)
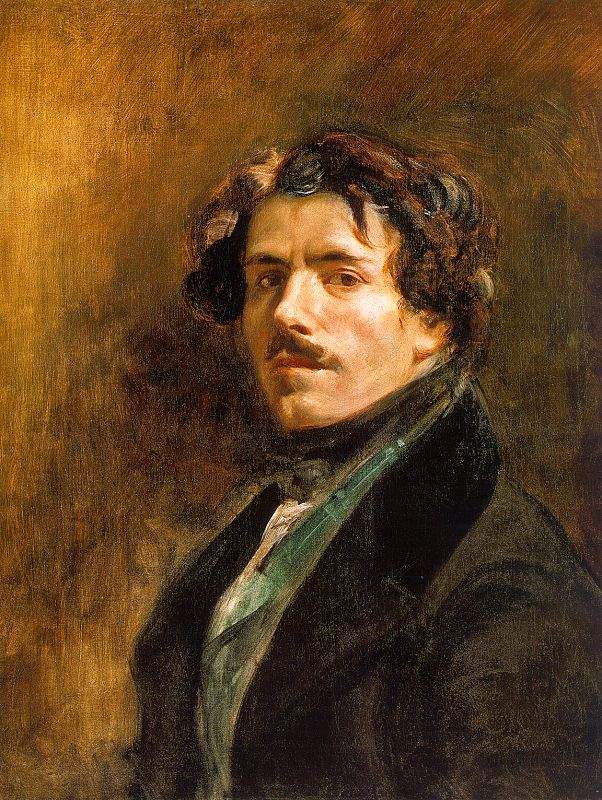
《외젠 들라크루아의 자화상》 (1837년)
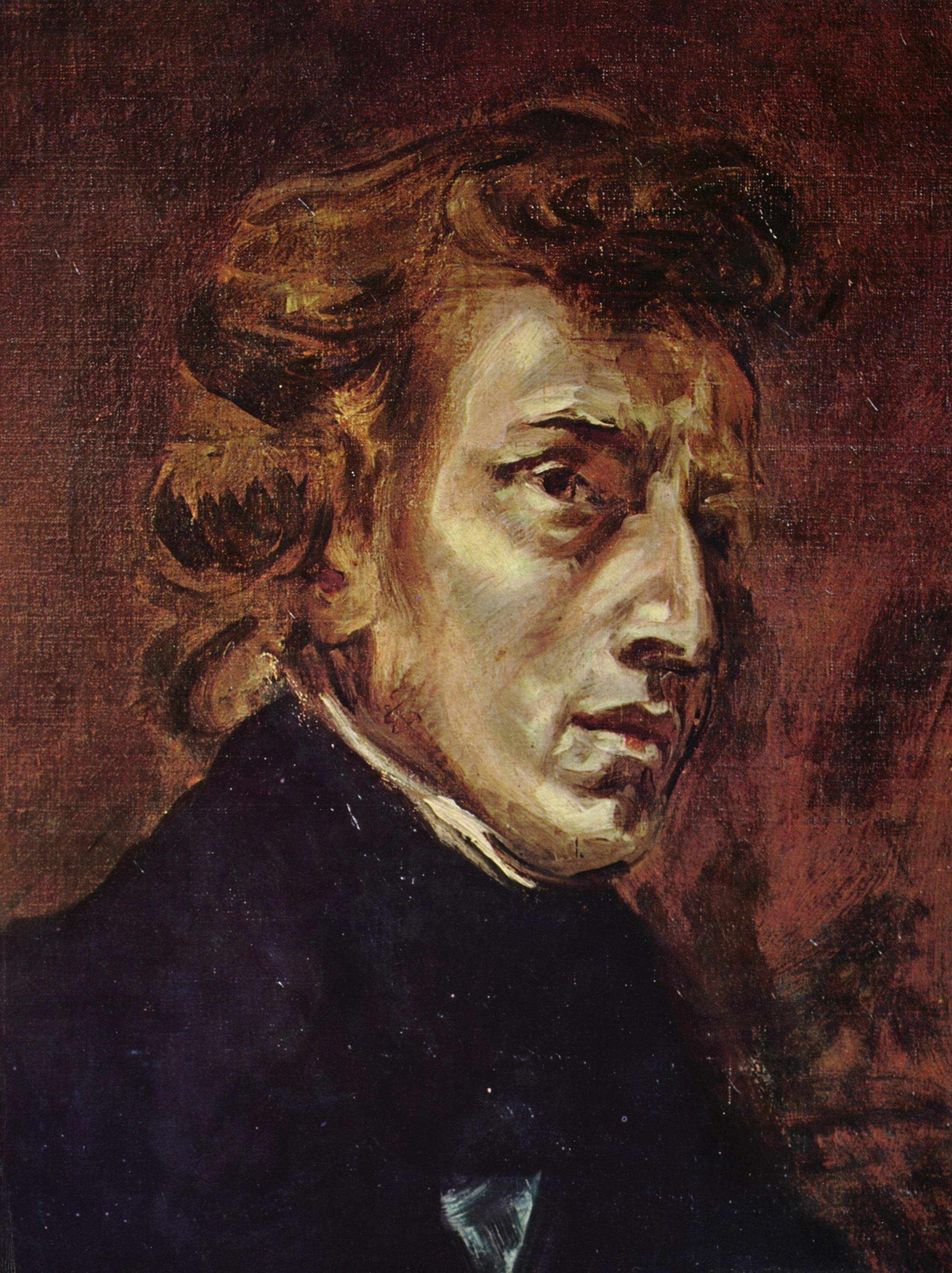
《프레데리크 쇼팽의 초상화》 (Portrait de Chopin, 1838년)
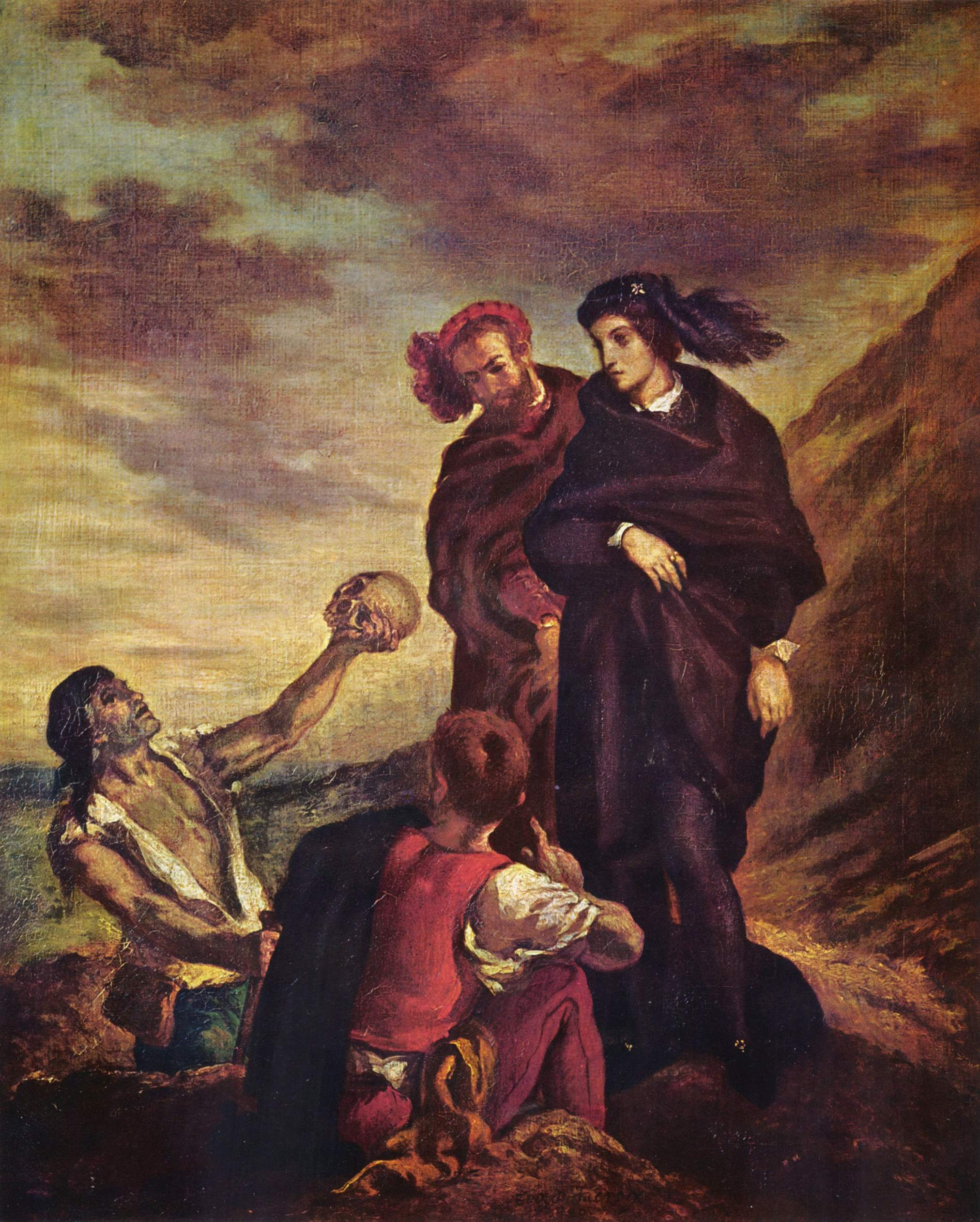
《묘지에 있는 햄릿과 호라티오》 (Hamlet et Horatio au cimetière, 1839년)
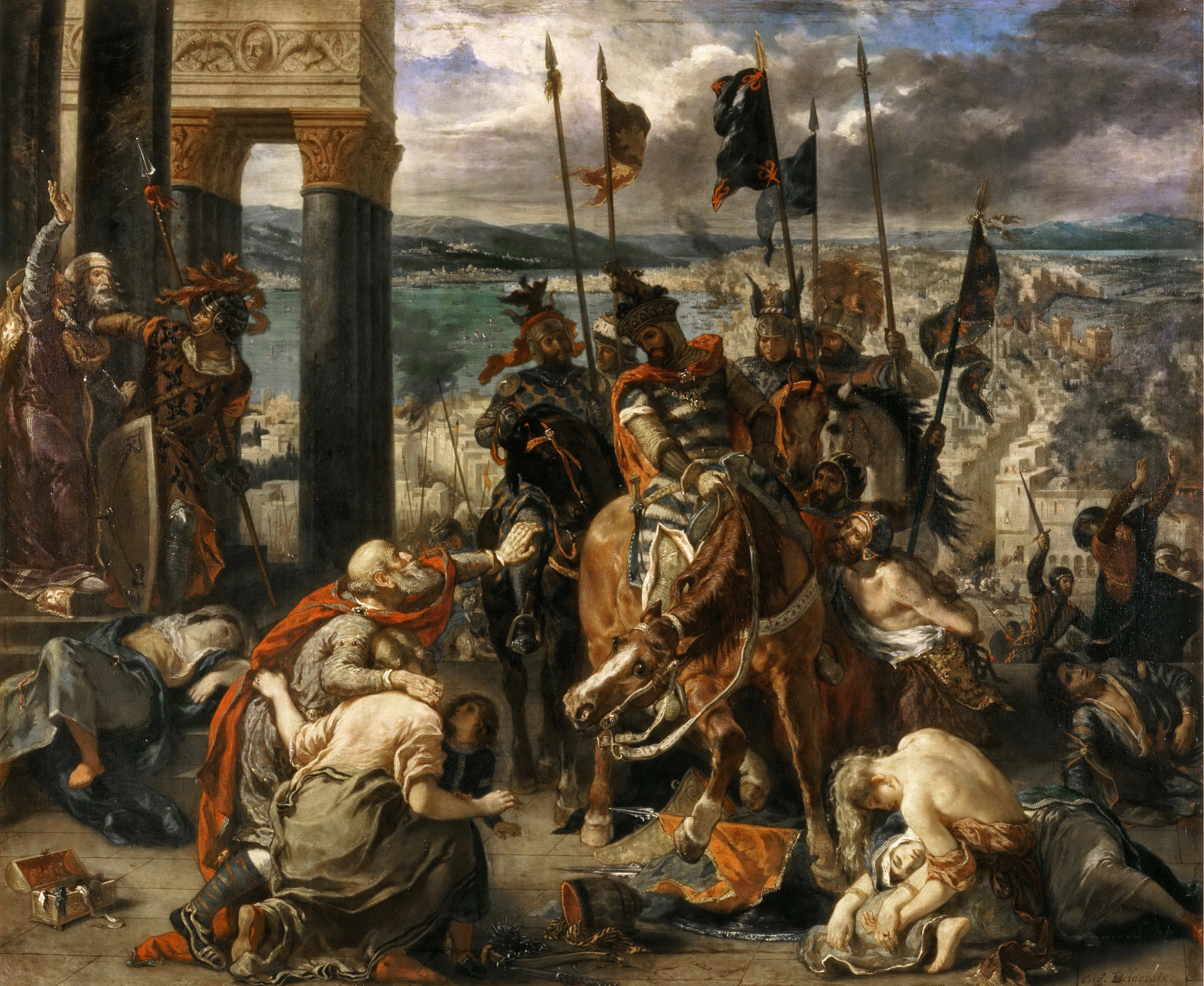
《십자군의 콘스탄티노플 입성》 (L'Entrée des croisés à Constantinople, 1841년)
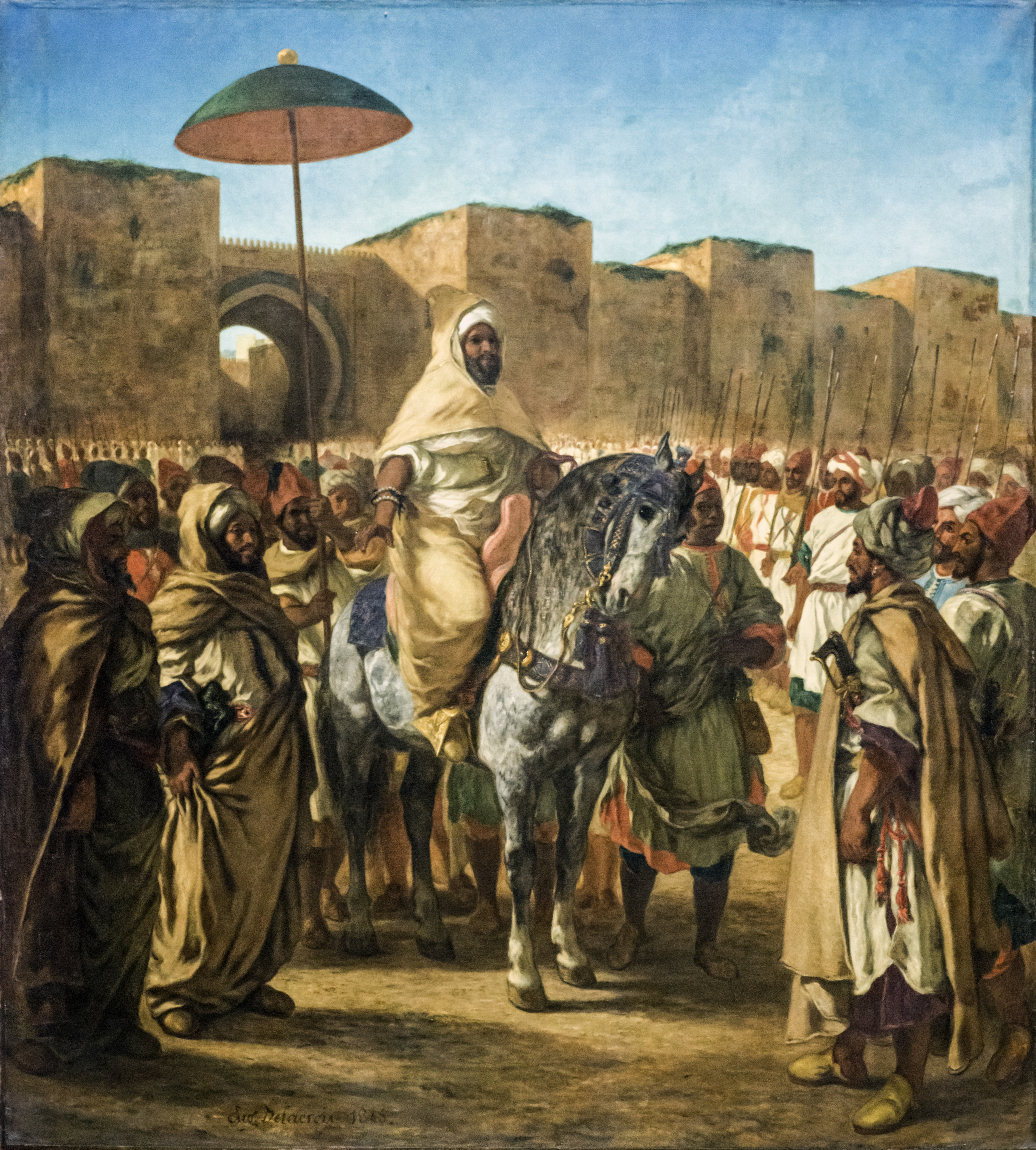
《측근에게 둘러싸인 모로코의 술탄》 (Le Sultan du Maroc entouré de sa garde, 1845년)
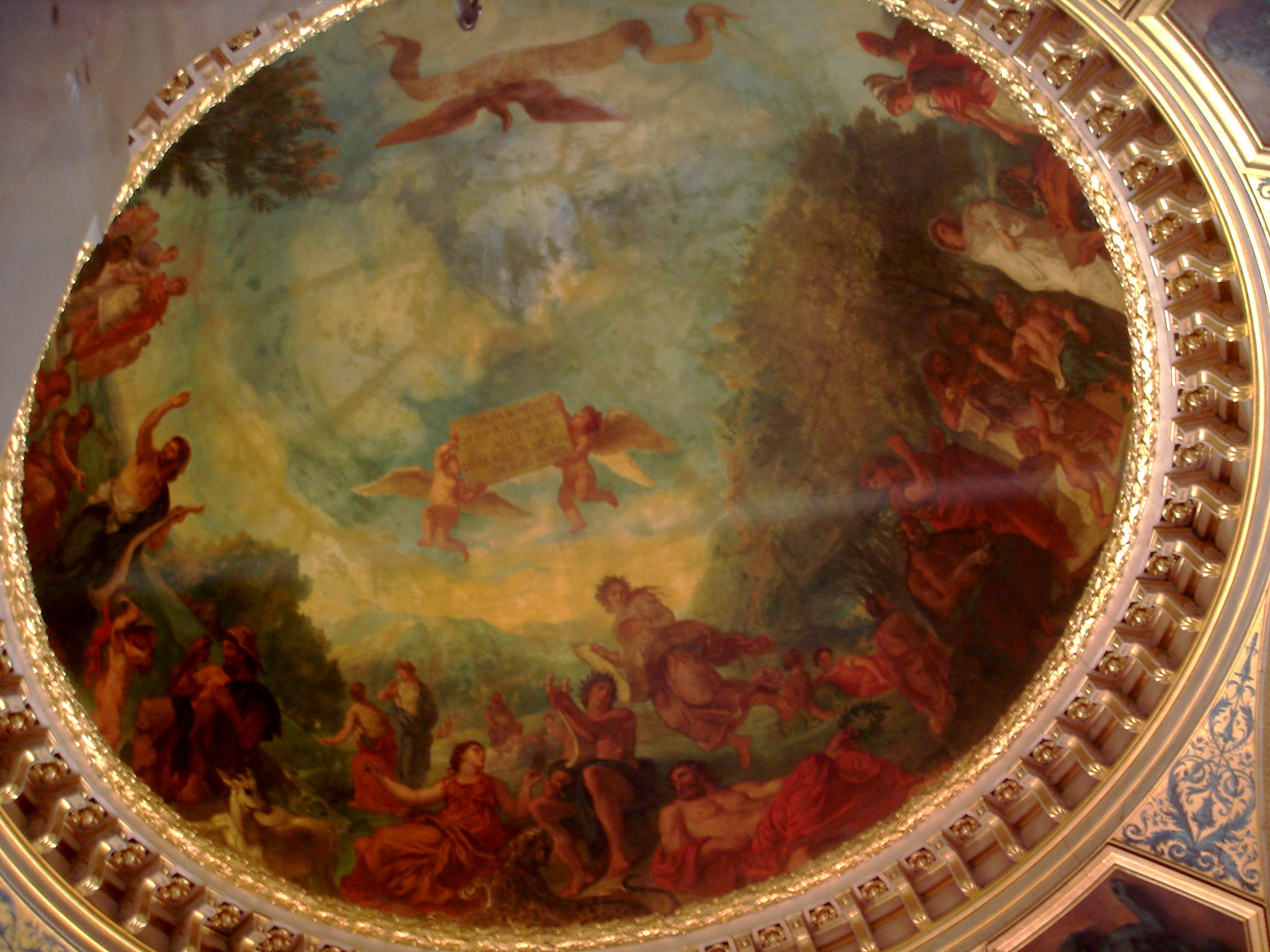
《지옥의 변방》 (Les Limbes, 룩셈부르크궁 도서실의 천장 벽화)

## 같이 보기
- 오리엔탈리즘

## 참고 자료
1. ↑  “Delacroix, Eugène”. Encyclopædia Britannica Online. 2007년 6월 14일에 확인함.
2. ↑  《글로벌 세계대백과사전》
3. ↑  Gombrich, E.H., The Story of Art, page 504-6. Phaidon Press Limited, 1995. ISBN 0-7148-3355-X
4. ↑  Clark, Kenneth, Civilisation, page 313. Harper and Row, 1969.
5. ↑  Wellington, Hubert, The Journal of Eugène Delacroix, introduction, page xiv. Cornell University Press, 1980. ISBN 0-8014-9196-7